# Veliki Borak
Veliki Borak (em cirílico:Велики Борак) é uma vila da Sérvia localizada no município de Barajevo, pertencente ao distrito de Belgrado, na região de Šumadija. Possuía uma população de 1295 habitantes segundo o censo de 2009.

## Demografia
| 1948  | 1953  | 1961  | 1971  | 1981  | 1991  | 2002  |
| ----- | ----- | ----- | ----- | ----- | ----- | ----- |
| 1 420 | 1 455 | 1 421 | 1 231 | 1 294 | 1 283 | 1 287 |